# 1987-88년 UEFA컵
1987-88년 UEFA컵(1987-88 UEFA Cup)은 17번째 UEFA컵 대회이다. 바이어 04 레버쿠젠이 결승에서 에스파뇰을 상대로 동점을 이뤘으나 승부차기에서 승리하여 우승 컵을 들어올렸다. 이번 대회는 1985년 5월에 일어난 헤이젤 참사의 여파로 잉글랜드 클럽들이 5년간 유럽 대회 출장 금지 징계를 받은 후 세 번째 시즌이며, 1987-88년 UEFA컵의 진출 자격을 갖춘 잉글랜드 축구 협회 소속 다음 네 팀은 참가하지 못한다: 리버풀, 토트넘 홋스퍼, 아스널, 노리치 시티.

## 1라운드
1차전은 1987년 9월 15일부터 9월 17일까지 열렸고, 2차전은 9월 29일에서 10월 1일까지 열렸다.
| 팀 1                  | 합계      | 팀 2                     | 1차전 | 2차전 |
| --------------------- | --------- | ------------------------ | ----- | ----- |
| 스포르툴 스투덴체스크 | 3 - 1     | 카토비체                 | 1 - 0 | 2 - 1 |
| 묀달렌                | 1 - 5     | 베르더 브레멘            | 0 - 5 | 1 - 0 |
| 아우스트리아 빈       | 1 - 5     | 레버쿠젠                 | 0 - 0 | 1 - 5 |
| 보헤미안              | 0 - 1     | 애버딘                   | 0 - 0 | 0 - 1 |
| 셀틱                  | 2 - 3     | 도르트문트               | 2 - 1 | 0 - 2 |
| 발레타                | 0 - 7     | 유벤투스                 | 0 - 4 | 0 - 3 |
| 롬바르드-파퍼 TFC     | 1 - 2     | 비토리아 드 기마랑이스   | 1 - 1 | 0 - 1 |
| 포곤 슈체친           | 2 - 4     | 베로나                   | 1 - 1 | 1 - 3 |
| 비트코비체            | 3 - 1     | AIK                      | 1 - 1 | 2 - 0 |
| 플라무르타리 블로러   | 3 - 2     | 파르티잔                 | 2 - 0 | 1 - 2 |
| 비스무트 아우에       | 1 - 1 (a) | 발루르                   | 0 - 0 | 1 - 1 |
| 스파르타크 모스크바   | 3 - 1     | 디나모 드레스덴          | 3 - 0 | 0 - 1 |
| 레드 스타 베오그라드  | 5 - 2     | 보테프 플로브디프        | 3 - 0 | 2 - 2 |
| 베식타시              | 1 - 3     | 인테르나치오날레         | 0 - 0 | 1 - 3 |
| EPA 라르나카          | 0 - 4     | 빅토리아 부쿠레슈티      | 0 - 1 | 0 - 3 |
| 부다페스트 혼베드     | 1 - 0     | 로케런                   | 1 - 0 | 0 - 0 |
| TPS                   | 2 - 1     | 아드미라/바커 빈         | 0 - 1 | 2 - 0 |
| 크라이오바            | 4 - 4 (a) | 데스포르티부 다스 아브스 | 3 - 2 | 1 - 2 |
| 벨레주                | 5 - 3     | 시옹                     | 5 - 0 | 0 - 3 |
| LASK 린츠             | 0 - 2     | 위트레흐트               | 0 - 0 | 0 - 2 |
| 브뢴뷔                | 2 - 1     | 예테보리                 | 2 - 1 | 0 - 0 |
| 제니트 레닌그라드     | 2 - 5     | 클뤼프 브뤼허            | 2 - 0 | 0 - 5 |
| 베베런                | 2 - 1     | 보헤미안스 프라하        | 2 - 0 | 0 - 1 |
| 묀헨글라트바흐        | 1 - 5     | 에스파뇰                 | 0 - 1 | 1 - 4 |
| 페예노르트            | 10 - 2    | 스포라                   | 5 - 0 | 5 - 2 |
| 그라스호퍼            | 0 - 5     | 디나모 모스크바          | 0 - 4 | 0 - 1 |
| 콜러레인              | 1 - 4     | 던디 유나이티드          | 0 - 1 | 1 - 3 |
| 스포르팅 히혼         | 1 - 3     | 밀란                     | 1 - 0 | 0 - 3 |
| 툴루즈                | 6 - 1     | 파니오니오스             | 5 - 1 | 1 - 0 |
| 바르셀로나            | 2 - 1     | 벨레넨스스               | 2 - 0 | 0 - 1 |
| 로코모티프 소피아     | 3 - 4     | 디나모 트빌리시          | 3 - 1 | 0 - 3 |
| 파나티나이코스        | 4 - 3     | 오세르                   | 2 - 0 | 2 - 3 |

## 2라운드
1차전은 1987년 10월 20일부터 10월 24일까지 열렸고, 2차전은 11월 3일과 11월 4일에 열렸다.
| 팀 1                     | 합계                   | 팀 2                  | 1차전 | 2차전       |
| ------------------------ | ---------------------- | --------------------- | ----- | ----------- |
| 보루시아 도르트문트      | 3 - 2                  | 벨레주                | 2 - 0 | 1 - 2       |
| 비스무트 아우에          | 1 - 2                  | 플라무르타리 블로러   | 1 - 0 | 0 - 2       |
| 데스포르티부 다스 아브스 | 2 - 5                  | 부다페스트 혼베드     | 1 - 2 | 1 - 3       |
| 밀란                     | 0 - 2                  | 에스파뇰              | 0 - 2 | 0 - 0       |
| 레드 스타 베오그라드     | 3 - 5                  | 클뤼프 브뤼허         | 3 - 1 | 0 - 4       |
| 브뢴뷔                   | 3 - 3 (승부차기 0 - 3) | 스포르툴 스투덴체스크 | 3 - 0 | 0 - 3       |
| 위트레흐트               | 2 - 3                  | 베로나                | 1 - 1 | 1 - 2       |
| 비토리아 드 기마랑이스   | 1 - 1 (승부차기 5 - 4) | 베베런                | 1 - 0 | 0 - 1       |
| 던디 유나이티드          | 2 - 3                  | 비트코비체            | 1 - 2 | 1 - 1       |
| 인테르나치오날레         | 2 - 1                  | TPS                   | 0 - 1 | 2 - 0       |
| 애버딘                   | 2 - 2 (a)              | 페예노르트            | 2 - 1 | 0 - 1       |
| 툴루즈                   | 1 - 2                  | 레버쿠젠              | 1 - 1 | 0 - 1       |
| 파나티나이코스           | 3 - 3 (a)              | 유벤투스              | 1 - 0 | 2 - 3       |
| 바르셀로나               | 2 - 0                  | 디나모 모스크바       | 2 - 0 | 0 - 0       |
| 빅토리아 부쿠레슈티      | 1 - 2                  | 디나모 트빌리시       | 1 - 2 | 0 - 0       |
| 스파르타크 모스크바      | 6 - 7                  | 베르더 브레멘         | 4 - 1 | 2 - 6 (aet) |

## 3라운드
1차전은 1987년 11월 25일에 열렸고, 2차전은 12월 5일과 12월 9일에 열렸다.
| 팀 1                   | 합계                   | 팀 2                  | 1차전 | 2차전       |
| ---------------------- | ---------------------- | --------------------- | ----- | ----------- |
| 보루시아 도르트문트    | 3 - 5                  | 클뤼프 브뤼허         | 3 - 0 | 0 - 5 (aet) |
| 부다페스트 혼베드      | 6 - 7                  | 파나티나이코스        | 5 - 2 | 1 - 5       |
| 바르셀로나             | 4 - 2                  | 플라무르타리 블로러   | 4 - 1 | 0 - 1       |
| 페예노르트             | 2 - 3                  | 레버쿠젠              | 2 - 2 | 0 - 1       |
| 베로나                 | 4 - 1                  | 스포르툴 스투덴체스크 | 3 - 1 | 1 - 0       |
| 인테르나치오날레       | 1 - 2                  | 에스파뇰              | 1 - 1 | 0 - 1       |
| 비토리아 드 기마랑이스 | 2 - 2 (승부차기 4 - 5) | 비트코비체            | 2 - 0 | 0 - 2       |
| 베르더 브레멘          | 3 - 2                  | 디나모 트빌리시       | 2 - 1 | 1 - 1       |

## 8강전
1차전은 1988년 3월 2일에 열렸고, 2차전은 3월 16일에 열렸다.
| 팀 1           | 합계  | 팀 2          | 1차전 | 2차전 |
| -------------- | ----- | ------------- | ----- | ----- |
| 레버쿠젠       | 1 - 0 | 바르셀로나    | 0 - 0 | 1 - 0 |
| 베로나         | 1 - 2 | 베르더 브레멘 | 0 - 1 | 1 - 1 |
| 파나티나이코스 | 2 - 3 | 클뤼프 브뤼허 | 2 - 2 | 0 - 1 |
| 에스파뇰       | 2 - 0 | 비트코비체    | 2 - 0 | 0 - 0 |

## 준결승전
1차전은 1988년 4월 6일에 열렸고, 2차전은 4월 20일에 열렸다.
| 팀 1          | 합계  | 팀 2          | 1차전 | 2차전       |
| ------------- | ----- | ------------- | ----- | ----------- |
| 레버쿠젠      | 1 - 0 | 베르더 브레멘 | 1 - 0 | 0 - 0       |
| 클뤼프 브뤼허 | 2 - 3 | 에스파뇰      | 2 - 0 | 0 - 3 (aet) |

## 결승전
1차전은 1988년 5월 4일에 열렸고, 2차전은 1988년 5월 18일에 열렸다.
| 팀 1         | 합계                   | 팀 2               | 1차전 | 2차전 |
| ------------ | ---------------------- | ------------------ | ----- | ----- |
| RCD 에스파뇰 | 3 - 3 (승부차기 2 - 3) | 바이어 04 레버쿠젠 | 3 - 0 | 0 - 3 |

### 결승 1차전
- 결승 1차전은 에스파뇰의 홈 경기장인 에스타디 데 사리아에서 펼쳐졌다. 에스파뇰은 로사다의 두 골과 솔레르의 골로 3 - 0 승리를 거뒀다. 레버쿠젠으로선 부담을 안고 2차전을 치러야 하는 상황이 되었다.

| RCD 에스파뇰                 | 3 – 0                              | 바이어 04 레버쿠젠 |
| ---------------------------- | ---------------------------------- | ------------------ |
| 로사다 45′, 56′ · 솔레르 49′ | Report Overview (archive) Overview |                    |

### 결승 2차전
- 결승 2차전은 레버쿠젠의 홈 경기장인 울리히 하벨란트 슈타디온에서 펼쳐졌다. 1차전에서 3득점을 올린 에스파뇰은 여유로운 반면, 레버쿠젠은 우승하려면 반드시 4골 차 이상의 승리를 거두어야 하기에 조급한 상황이었다. 그러나 양 팀의 경기는 티타가 에스파뇰 문전 앞 혼전 상황에서 득점을 기록하면서 묘한 방향으로 흘러갔다. 주도권을 잡기 시작한 레버쿠젠은 6분만에 괴츠가 토베르의 크로스를 이어받아 다이빙 헤딩 슈팅으로 골을 기록하면서 한 점 차까지 따라붙었다. 경기 종료 9분 전, 레버쿠젠은 프리킥을 얻어 낸다. 키커로 나선 분촐이 올린 크로스를 차범근이 헤딩 골로 연결시켰고 승부를 원점으로 돌렸다. 차범근의 극적인 동점 골로 연장전에 돌입한 두 팀은 추가 득점을 하지 못한 채, 결국 승부차기로 승부를 가리게 되었다. 에스파뇰의 마지막 키커는 앞선 1차전에서 두 골을 터트린 세바스티안 로사다. 하지만 로사다의 슈팅은 골대 위로 날아가 버렸고, 레버쿠젠은 구단 역사상 처음으로 유럽 대회에서 우승을 거머쥐었다. 차범근에게는 두 번째 UEFA컵 우승이었다.

| 바이어 04 레버쿠젠                                                | 3 – 0                              | RCD 에스파뇰                                      |
| ----------------------------------------------------------------- | ---------------------------------- | ------------------------------------------------- |
| 티타 57′ · 괴츠 63′ · 차범근 81′                                  | Report Overview (archive) Overview |                                                   |
| 승부차기                                                          |                                    |                                                   |
| 랄프 팔켄마이어 · 볼프강 롤프 · 헤르베르트 바스 · 클라우스 토베르 | 3 – 2                              | 피치 알론소 · 호브 · 우르키아가 · 수니가 · 로사다 |

| 1987-88 UEFA컵 우승           |
| ----------------------------- |
|                               |
| 바이어 04 레버쿠젠 1번째 우승 |